# Владимир Штокман
Владимир Борисович Штокман (рус. Владимир Борисович Штокман; Москва, 10. март 1909 − Москва, 14. јун 1968) био је истакнути руски и совјетски океанолог, геофизичар, доктор физичко-математичких наука (од 1944. године) и професор геофизике (од 1947. године).

## Биографија
Научну каријеру започиње године 1929. када је постао студент Универзитета Ломоносов где је на одсеку за математику и физику студирао математику и геофизику. Три године касније промовисан је у млађег научног сарадника на Државном океанографском институту, а током 1933. учестовао је у научној експедицији у Баренцовом мору. Године 1934. прелази у Баку где је учестовао у оснивању Лабораторије за физичку океанографију у којој је профео наредне четири године радећи на позицији директора. Након тога враћа се у Москву где је постављен на место директора Одјела за хидрологију у Националном институту за океанографију.
Године 1939. прелази на Институт за теоријску физику Академије наука Совјетског Савеза где је радио у Одељењу за физику мора на чијем челу се у то време налазио геофизичар Ото Шмит. Почетком Другог светског рата евакуисан је у Краснојарск где је прво радио у Арктичком научно-истраживачком институту, а потом од 1943. у Лабораторији за океанографију Академије наука СССР-а, научној институцији у којој ће провести остатак каријере. У оквиру Океанографског института руководио је Одсеком за физичку океанографију, а потом и Лабораторијом за динамику мора. Године 1944. стекао је звање доктора физичко-математичких наука, а 1947. и звање професора геофизике.
Најужи круг његових научних интересовања односио се на динамику мора, односно на изучавање морских струја и процеса мешања водених маса у морима и океанима. Посебно се занимао за утицаје ветрова и рељефа морског дна и обала на правце кртања морских струја. Објавио је преко стотину научних радова на тему динамике океана
У његову част, истраживачки брод Руског института за океанографске студије носи име „Профессор Штокман” (брод је учестовао у бројним научно-истраживачким експедицијама од 1979. када је званично почео са радом), а једно од највећих лежишта природног гаса у свету, у Баренцовом мору, такође носи његово име − Штокманово гасно поље.